# Stefanus Báthory
Stefanus Báthory (Hongaars: Báthory István; Pools: Stefan Batory) (Șimleu Silvaniei, tegenwoordig Roemenië, 27 september 1533 - Grodno, 12 december 1586) was vorst van Transsylvanië en later koning van Polen en grootvorst van Litouwen. Hij was een oom van de "bloedgravin" Elisabeth Báthory.
Nadat koning Hendrik van Valois was gevlucht besloot de Sejm, na een wachttijd van een jaar, om verkiezingen uit te schrijven voor een opvolger. De Poolse Sejm koos keizer Maximiliaan II. Kiesgerechtigd waren 50.000 Poolse edelen, die zich daartoe naar Krakau begaven. Op 12 december 1575 werd Keizer Maximiliaan uitgeroepen tot koning van Polen
Een groep edelen echter, onder leiding van Jan Zamoyski, eiste een koning uit het vorstendom Piast. Hierop werd Anna Jagiello, de zuster van koning Sigismund August tot koning (en niet tot koningin) verkozen. Daarna werd haar huwelijk met de prins van Transsylvanië "gearrangeerd". Anna was destijds al 52 jaar oud. Op 1 mei 1576 werd Bathory tot koning van Polen gekroond. In ruil daarvoor heeft de vorst moeten beloven om de door Rusland geroofde grond terug te veroveren.
Tijdens zijn regering viel hij drie keer Rusland aan en dwong het om de veroverde gebieden af te staan. Zowel Litouwen als Pruisen zwoeren trouw aan de Poolse koning Báthory.
In 1586 stierf Stefanus. Na zijn dood heeft Anna ervoor gezorgd dat daarna de zoon van haar zus en de toekomstige Zweedse koning Sigismund III door de adel werd uitgekozen als koning van Polen.
Stefanus Báthory ligt begraven in de crypte van de Wawelkathedraal te Krakau, Polen.
Siemowit · Lestko · Siemomysł · Mieszko I · Bolesław I · Mieszko II Lambert · Bezprym · Mieszko II Lambert · Casimir I · Bolesław II · Wladislaus I Herman · Zbigniew · Bolesław III · Wladislaus II · Bolesław IV · Mieszko III · Casimir II · Leszek I · Wladislaus III · Mieszko IV · Koenraad · Hendrik I · Hendrik II · Koenraad · Bolesław V · Leszek II · Hendrik IV · Przemysł II · Wenceslaus II · Wenceslaus III · Wladislaus I · Casimir III · Lodewijk · Hedwig · Wladislaus II Jagiello · Wladislaus III · Casimir IV · Jan I Albrecht · Alexander · Sigismund I · Sigismund II August I · Hendrik · Anna · Stefanus Báthory · Sigismund III · Wladislaus IV · Jan II Casimir · Michaël Korybut Wiśniowiecki · Jan III Sobieski · August II · Stanislaus I Leszczyński · August II · Stanislaus I Leszczyński · August III · Stanislaus II August Poniatowski
- Biblioteca Nacional de España: XX1308459
- Bibliothèque nationale de France: cb12387680f (data)
- Gemeinsame Normdatei: 118753495
- International Standard Name Identifier: 0000 0001 1029 9614
- Library of Congress Control Number: n81008093
- Nationale Bibliotheek van Letland: 000267041
- Nationale Bibliotheek van Tsjechië: jx20080104001
- Nationale Bibliotheek van Israël: 987007271759405171
- Nationale Bibliotheek van Polen: a0000001182924
- Nederlandse Thesaurus van Auteursnamen: 175298211
- Istituto Centrale per il Catalogo Unico: TO0V263653
- LIBRIS: 350954
- SNAC: w6rf75rq
- Système universitaire de documentation: 077136519
- Virtual International Authority File: 78774130
- WorldCat: E39PBJg4pQqdvyrhjMMWtwjKVC